# Otto Georg Thierack
Otto Georg Thierack (Wurzen, 19 april 1889 – Stuckenbrock, 22 november 1946) was een Duitse nazi-jurist en -politicus.

## Jonge jaren
Thierack was de zoon van een koopman. Na de middelbare school studeerde hij vanaf 1910 Rechten in Marburg en Leipzig. Na zijn eerste staatsexamen rechten in 1913, promoveerde hij in 1914 te Leipzig.
Als vrijwilliger nam Thierack deel aan de Eerste Wereldoorlog. Tijdens zijn diensttijd werd hij bevorderd tot Leutnant en werd onderscheiden met het IJzeren Kruis 1914, tweede klasse. In de oorlog liep hij een verwonding aan het gezicht op.
Toen de oorlog beëindigd was, nam hij zijn rechtenstudie weer op en slaagde hij in 1920 voor het ‘Assessor’-examen (hierdoor kon hij een betrekking in dienst van de staat aannemen, het examen was een soort van geschiktheidsproef). In hetzelfde jaar werd hij junior-advocaat in Saksen.
In 1921 volgde een promotie tot Officier van Justitie aan het ‘Landgericht’ (Ned: de vroegere arrondissementsrechtbank) in Leipzig. In 1926 volgde de promotie tot Officier van Justitie aan het ‘Oberlandesgericht’ (de rechtbank) van Dresden.

## De naziperiode

### 1932-1942

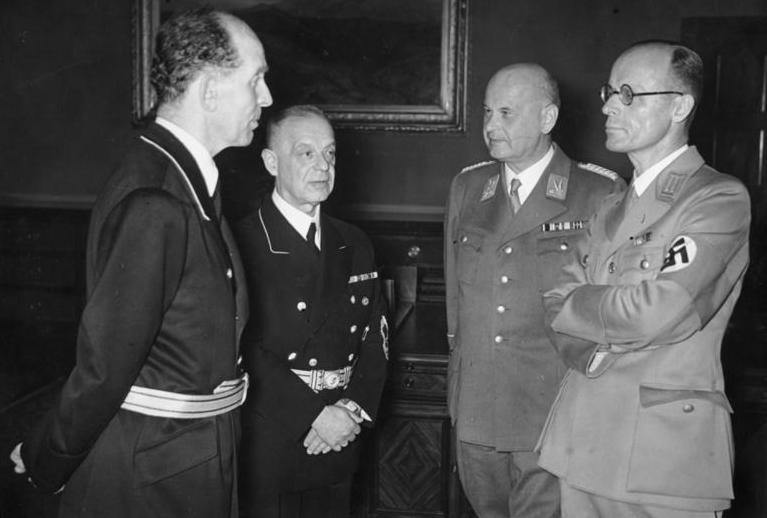
v.l.n.r.: Roland Freisler, Franz Schlegelberger, Otto Thierack en Curt Rothenberger (augustus 1942)

Op 1 augustus 1932 werd Thierack lid van de nazipartij en leider van de Rechtswahrerbund (Rechtshandhaversbond), een Nationaalsocialistische organisatie van juristen. Op 12 mei 1933 werd hij benoemd tot Minister van Justitie in Saksen. Hij kreeg de opdracht de rechtspraak aan te passen naar de richtlijnen van de nazi-ideologie in het kader van de Gleichschaltung en deze toe te passen in Saksen. In 1935 werd hij aangesteld als vicepresident van de Rijksrechtbank in Leipzig; tegelijkertijd was hij opdrachtgever namens de Rijksminister van Justitie om het justitieel gezag binnen de Duitse landen over te dragen aan het Rijksgezag.
Op 1 mei 1936 werd hij president van het Volksgerichtshof, een door Hitler in 1934 opgerichte rechtbank als politieke tegenhanger van het traditionele Gerechtshof in Leipzig; de rechtbank was belast met de veroordelingen voor hoog- en landverraad en werd gevestigd in het Koning-Wilhelm-Gymnasium te Berlijn.
De snelle promotie van Thierack was vooral te danken aan zijn lidmaatschap van de Rechtswahrerbund. Als president van de Volksgerechtbank bleef hij aan tot 1942, met een onderbreking in 1939-1940, toen hij werd ingezet bij het begin van de Tweede Wereldoorlog. Tijdens zijn ambtsperiode werd de rechtspraak van het Volksgerichtshof verscherpt. Vanaf 1937 was hij ook voorzitter van de commissie voor Duits-Italiaanse Rechtsbetrekkingen. In 1942 werd hij opgevolgd door Roland Freisler.

### 1942-1945
Mede op voordracht van Joseph Goebbels, die hem omschreef als “een echte nationaalsocialist” werd hij op 20 augustus 1942 aangesteld als Rijksminister van Justitie en een week later tevens als president van de academie van Duitse Wetgeving. In oktober 1942 introduceerde hij de ‘Richterbriefe’, in welke gestandaardiseerde rechterlijke uitspraken – gebaseerd op het standpunt van de nazi’s – stonden die als basis voor de Duitse jurisprudentie moesten gelden. Ook introduceerde hij de ‘Vorschauen’ en ‘Nachschauen’: deze hadden tot doel vooraf te bepalen hoe een bepaalde zaak behandeld en berecht moest worden vóór de zaak voor de rechter kwam.
Mede door een overeenkomst met Heinrich Himmler werden straffen voor dwangarbeid, opgelegd aan ongewenste groepen (Joden, Polen, Russen etc.), harder en werden deze veroordeelden sneller uitgeleverd aan de SS om ingezet te worden in de concentratiekampen. Een van Thieracks uitlatingen daarover was, dat „die Justiz nur in kleinem Umfange dazu beitragen kann, Angehörige dieses Volkstums auszurotten“ ("de rechterlijke macht kan slechts in kleine mate bijdragen aan het uitroeien van leden van deze etnische groep").
Andere maatregelen van Von Thierack:
- Het benodigde papierwerk voor gratieverzoeken voor ter-dood-veroordeelden werd drastisch verminderd. Het doel hiervan om de executie van de veroordeelden te versnellen.
- In de Plötzensee gevangenis in Berlijn liet hij de faciliteiten zodanig aanpassen, dat er meerdere personen tegelijkertijd opgehangen konden worden. Werden gevangenen “per ongeluk” opgehangen, dan werden deze “vergissingen” door Thierack verdoezeld.

## Na de oorlog
Na de val van het Derde Rijk werd Thierack door de geallieerden gearresteerd en vastgehouden in een Brits krijgsgevangenenkamp. Evenals andere hoge nazileiders zou hij voorgeleid worden voor de internationale rechtbank in Neurenberg. Op 22 november 1946, voor de opening van zijn proces, pleegde Thierack zelfmoord door vergiftiging, andere bron vermeldt: verhanging als methode van zelfmoord.
In Hitlers testament zou Thierack genoemd zijn om na de dood van de Führer het werk van de nazi's voort te zetten.

## Lidmaatschapsnummers
- NSDAP-nr.:  (lid geworden 1 augustus 1932)

## Onderscheidingen[4][1]
- IJzeren Kruis 1914, 2e Klasse
- Ridder der Tweede Klasse in de Albrechtsorde met Zwaarden
- Vorstelijk Reussisch Ereteken, 4e Klasse
- Erekruis voor Frontstrijders in de Wereldoorlog